# 清河八郎記念館
清河八郎記念館（きよかわはちろうきねんかん）は、山形県東田川郡庄内町清川にある記念館である。

## 概要
庄内町清川生まれの幕末の志士である清河八郎の顕彰事業に一つとして、清河八郎百年祭奉賛会が母体となり、八郎の正四位の追贈を機に創建された清河神社境内の一角に記念館を建設。1962年8月開館した。
遺物、遺品並びに関係史料の保管展示を主目的に運営されている。保管されている遺物で山形県文化財として指定されているものは51点に及ぶ。

## 周辺
- 歓喜寺
  - 清河八郎と妻・お蓮の墓が並んでいる。